# Caldicellulosiruptor saccharolyticus
Caldicellulosiruptor saccharolyticus è una specie di batterio appartenente alla famiglia delle Syntrophomonadaceae.